# Wheeler Ridge
Wheeler Ridge – obszar niemunicypalny w hrabstwie Kern, w Kalifornii (Stany Zjednoczone), na wysokości 290 m.